# Thomas Dunstan
Thomas Dunstan (Norwalk, 29 de setembro de 1997) é um jogador de polo aquático estadunidense.

## Carreira
Dunstan integrou a Seleção Estadunidense de Polo Aquático que ficou em décimo lugar nos Jogos Olímpicos de 2016.